# Patty Waters
Patty Waters (Iowa, 11 maart 1946 – 29 juni 2024) was een Amerikaanse jazzzangeres.

## Biografie
Waters, die opgroeide met haar ouders op een melkveebedrijf in Iowa, begon semi-professioneel te zingen op de middelbare school en toerde aanvankelijk regionaal met de Jerry Gray Hotel Jazz Band. In 1964 verhuisde ze naar New York, waar Albert Ayler initieerde dat ze de twee platen Sings (1965) en College Tour (1966) mocht uitbrengen op het freejazzlabel ESP-Disk. Haar 14 minuten durende vrije interpretatie van de folksong Black Is the Colour of My True Love's Hair (uit Sings) was bijzonder sensationeel. Met de band van Marzette Watts nam ze Ornette Colemans Lonely Woman op. Daar verscheen ze niet alleen in het avant-garde circuit, maar ook met Bill Evans in de Village Vanguard, met Chick Corea, met John Hicks, met Jaki Byard, Roland Hanna, Ben Webster en Charles Mingus. In 1968 toerde ze door Europa.
In 1969 verliet ze het jazzcircuit en verhuisde naar Mill Valley, Californië, waar ze als kassamedewerker werkte om haar (en die van Clifford Jarvis) zoon groot te brengen. Ze trad slechts af en toe op met Art Lande, Steve Swallow en Elliott Zigmund. Pas in 1996 nam ze een album op met pianiste Jessica Williams, dat ze opdroeg aan Billie Holiday. In 1999 werd ze uitgenodigd voor het Monterey Jazz Festival. Met Burton Greene, met wie ze haar vroege platen opnam, trad ze op op het Visions Festival in 2003, maar ook in Europa, waar ze in 2006 optrad met Henry Grimes en in 2017 met Burton Greene en Tjitze Vogel.

## Effect
Yoko Ono, Diamanda Galás en Patti Smith noemden Patty Waters een grote invloed. De rockband Telstar Ponies coverde hun nummer Moon, Don't Come Up Tonight en noemde een van hun eigen nummers Patty Waters.
Waters overleed op 29 juni 2024 op 78-jarige leeftijd.

## Discografie
- 1965: Sings (ESP-Disk)
- 1966: College Tour (ESP-Disk)
- 1996: Love Songs (Jazz Focus)
- 2004: You Thrill Me: A Musical Odyssey 1962–1979 (Water)
- 2005: Happiness Is a Thing Called Joe: Live in San Francisco 2002 (DBK Works)
- 2006: The Complete ESP-Disk Recordings (ESP-Disk)
- 2018: 6.12.17 (Otoroku)
- 2019: Live (Blank Forms Editions)
- 2020: An Evening In Houston (Clean Feed)
- 2020: Plays (Waters Sings)

- Gemeinsame Normdatei: 134818296
- International Standard Name Identifier: 0000 0000 5553 0069
- Library of Congress Control Number: no98032342
- MusicBrainz: 66035d1b-1ab1-4911-8ff5-f9685b241af1
- Virtual International Authority File: 53763070
- WorldCat: E39PBJdMftxb37qK6RpPKVrTHC